# Ochlodes
Genre
Ochlodes est un genre holarctique de lépidoptères (papillons) de la famille des Hesperiidae et de la sous-famille des Hesperiinae.

## Taxonomie
Le genre Ochlodes a été décrit par l'entomologiste américain Samuel Hubbard Scudder en 1872.
Son espèce type est Hesperia nemorum Boisduval, 1852 (qui est actuellement une sous-espèce : Ochlodes agricola nemorum).

## Liste des espèces et distributions géographiques
D'après Funet : 
- Ochlodes sylvanus (Esper, 1777) — la Sylvaine — dans toute l'Eurasie.
- Ochlodes venata (Bremer & Grey, 1853) — en Asie de l'Est.
- Ochlodes ochracea (Bremer, 1861) — en Asie de l'Est.
- Ochlodes subhyalina (Bremer & Grey, 1853) — en Asie de l'Est.
- Ochlodes asahinai Shirôzu, 1964 — dans les îles Ryūkyū.
- Ochlodes thibetana (Oberthür, 1886) — en Chine.
- Ochlodes sylvanoides (Boisduval, 1852) — dans l'Ouest de l'Amérique du Nord.
- Ochlodes agricola (Boisduval, 1852) — dans le Sud-Ouest de l'Amérique du Nord.
- Ochlodes yuma (Edwards, 1873) — dans l'Ouest de l'Amérique du Nord.
- Ochlodes samenta Dyar, 1914 — au Mexique.
- Ochlodes batesi (Bell, 1935) — sur Hispaniola.
- Ochlodes bouddha (Mabille, 1876) — en Chine.
- Ochlodes brahma (Moore, 1878) — dans l'Himalaya.
- Ochlodes flavomaculata Draeseke & Reuss, 1905
- Ochlodes hasegawai Chiba & Tsukiyama, 1996
- Ochlodes klapperichii Evans, 1940 — en Chine.
- Ochlodes linga Evans, 1939
- Ochlodes crataeis (Leech, 1893)
- Ochlodes siva (Moore, 1878)
- Ochlodes lanta Evans, 1939 — en Chine.

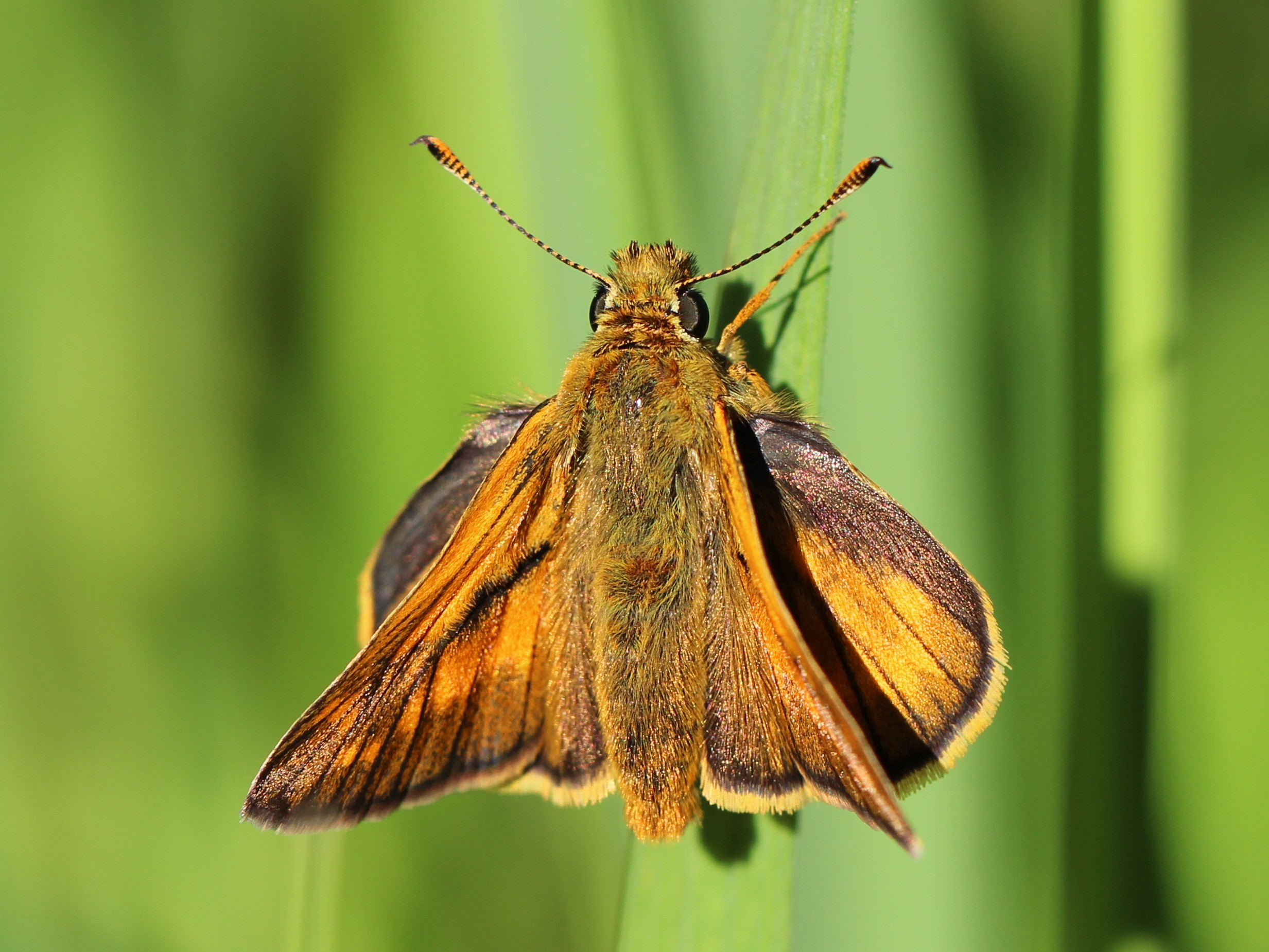
Ochlodes sylvanus
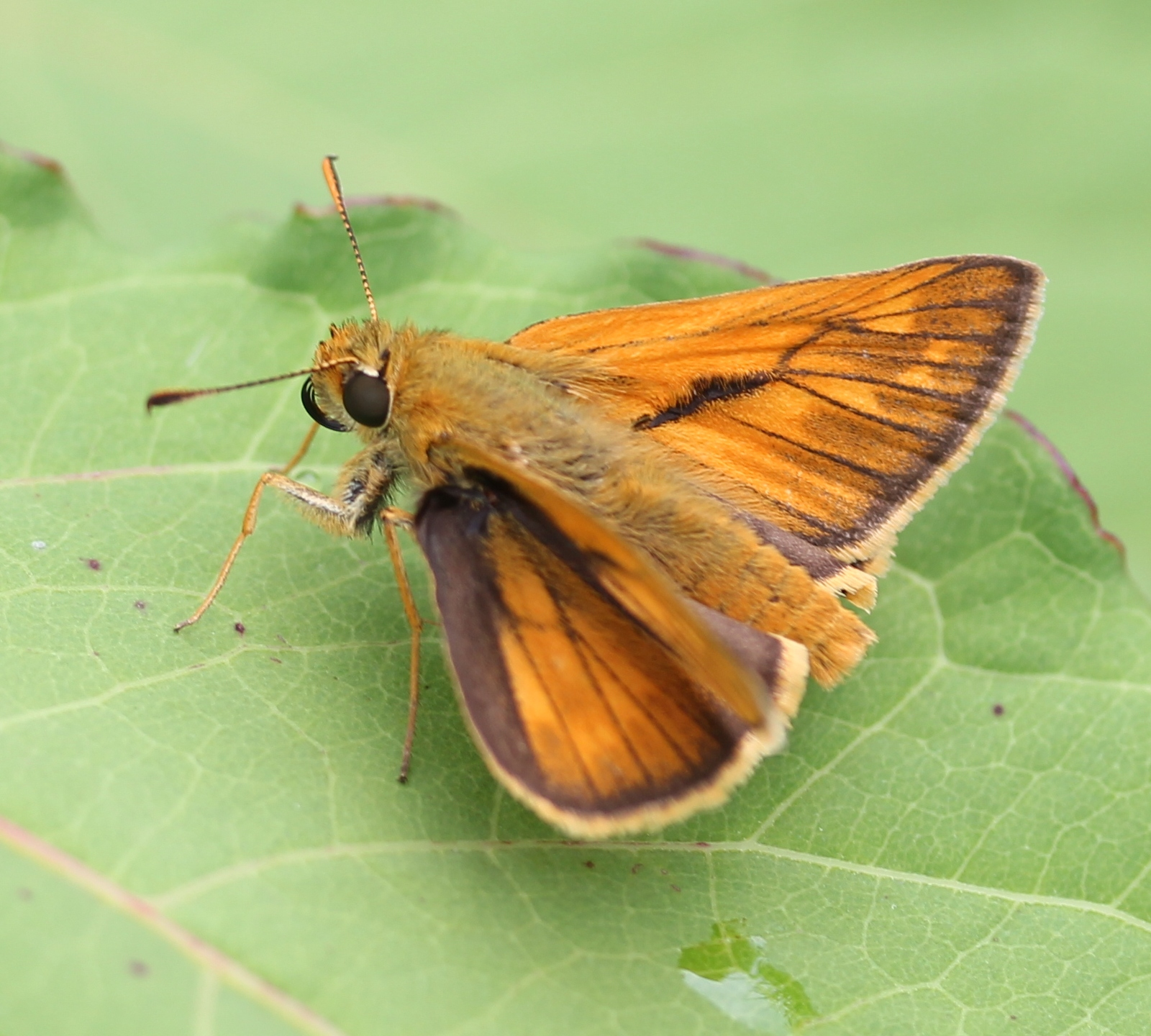
Ochlodes venata
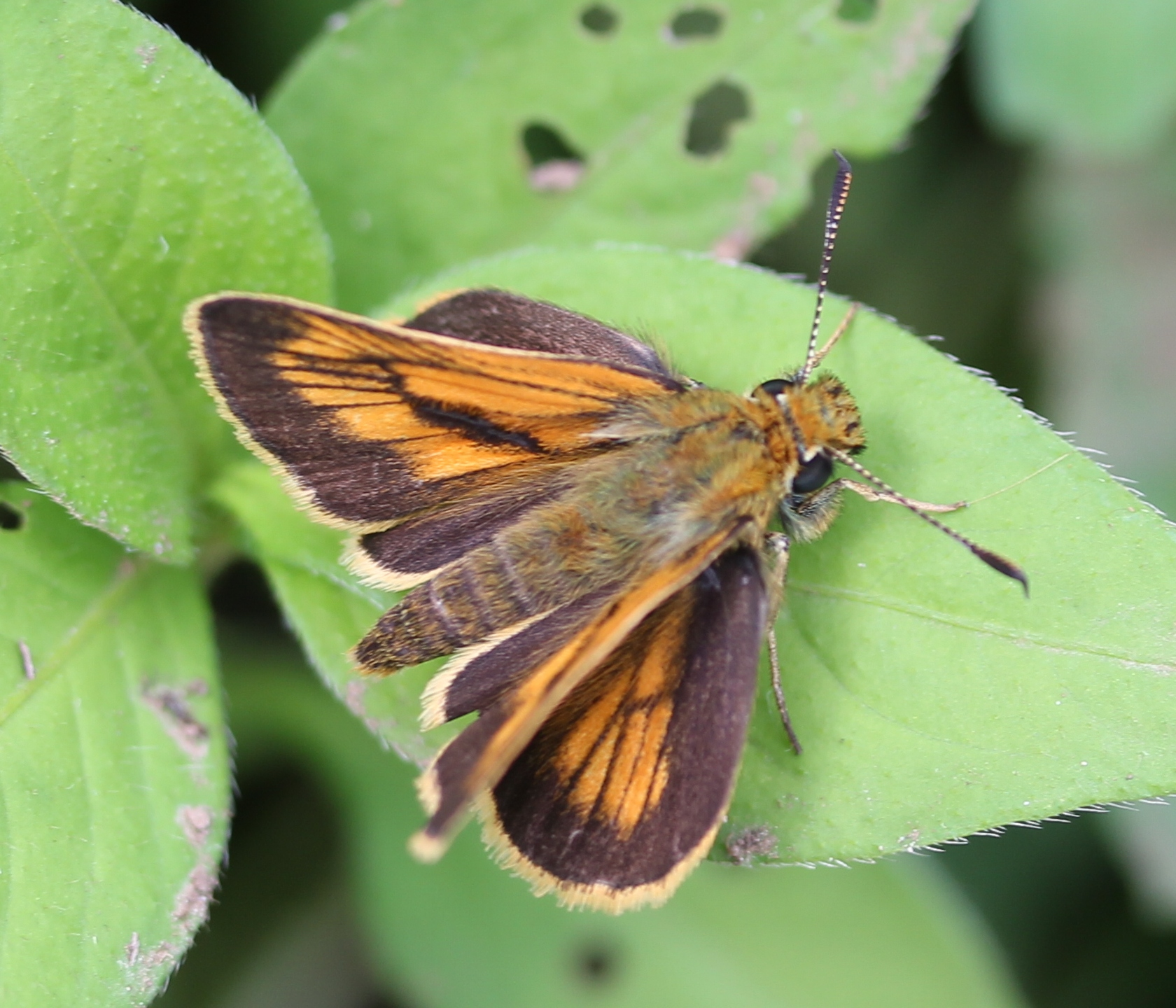
Ochlodes ochracea
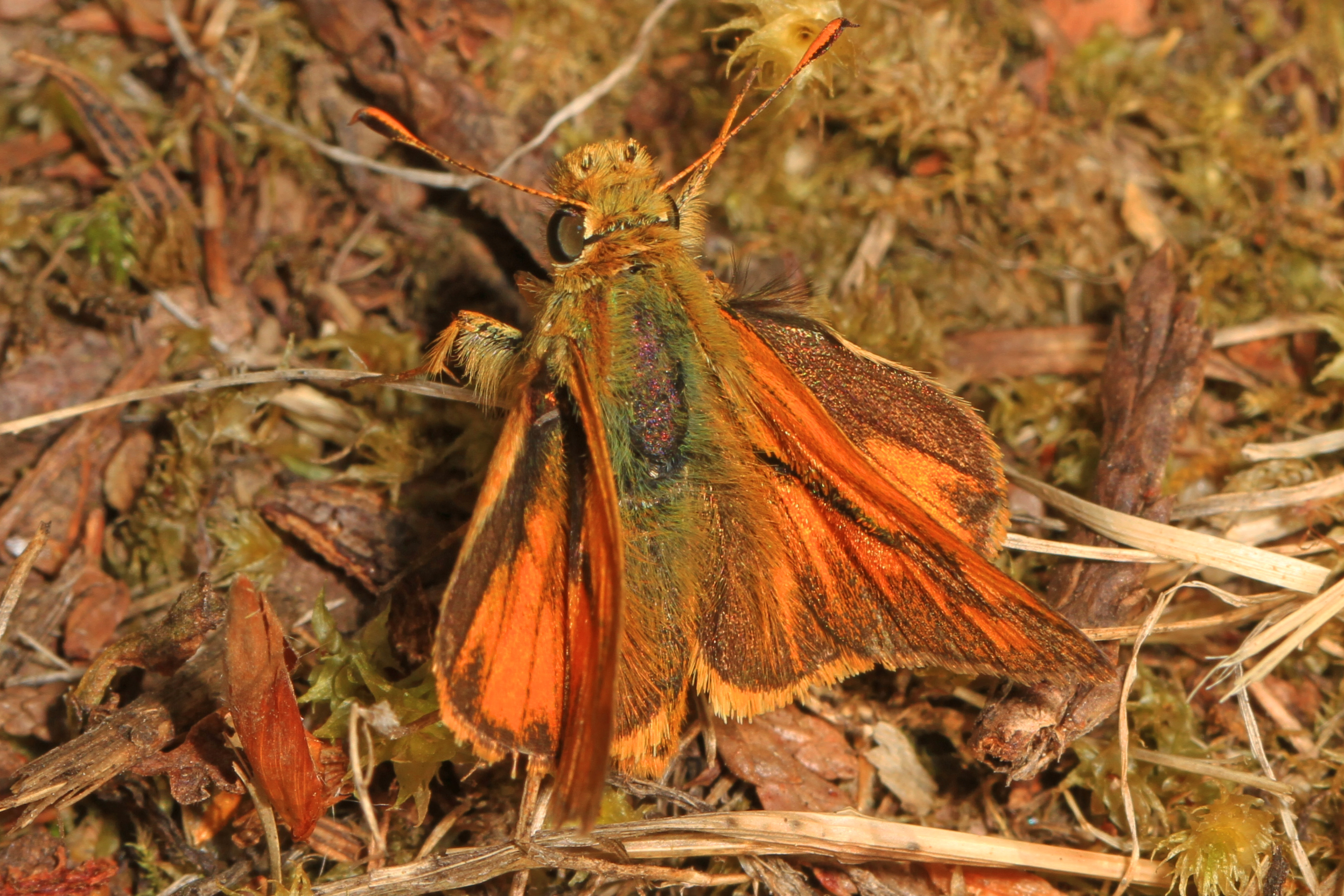
Ochlodes sylvanoides
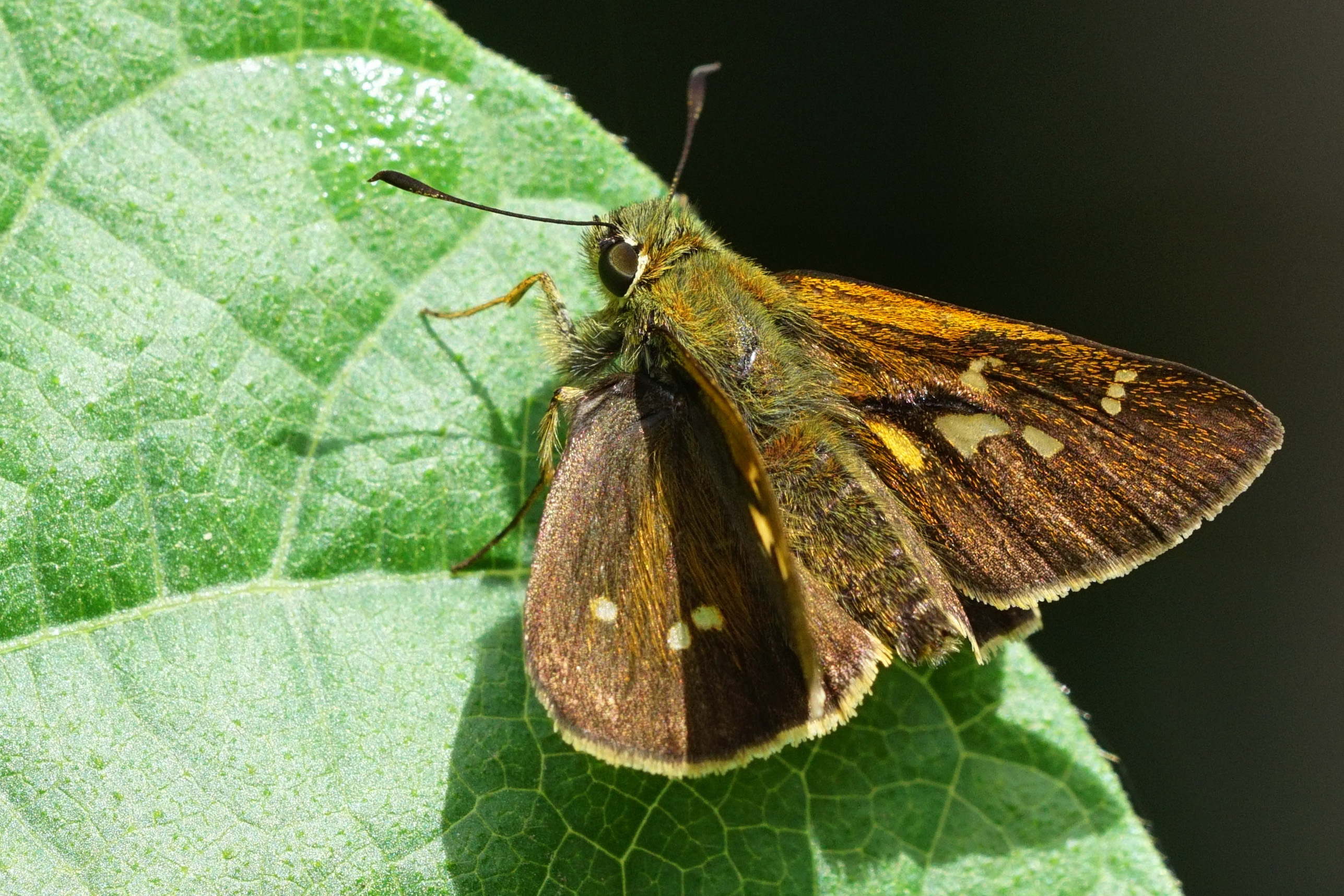
Ochlodes bouddha